# Manu Bennett
Jonathan Manu Bennett (Rotorua, 10 ottobre 1969) è un attore neozelandese.

## Biografia
Manu Bennett nasce in Nuova Zelanda, i suoi genitori si trasferiscono però in Australia quando lui ha solo pochi mesi. Sua madre, australiana, è la modella che ispira i bikini della designer Paula Stafford, suo padre è un famoso cantante neozelandese di origini maori e irlandesi. Cresciuto soprattutto tra Sydney e Newcastle, in Australia, si trasferisce nuovamente in Nuova Zelanda per giocare a rugby per il Te Aute College. Al ritorno in Australia, Bennett è scelto dal New South Wales Schools Rugby Union Team. Interessato alla danza moderna, classica e pianoforte, smette di giocare a rugby e comincia a frequentare l'università per studiare danza e recitazione. Grazie a una borsa di studio si trasferisce a Los Angeles per frequentare il Lee Strasberg Theatre and Film Institute.
Nel 1993 fa parte del cast della soap Paradise Beach, esperienza che segna l'inizio della sua carriera come attore. Partecipa ad altre serie televisive australiane, tra le quali: Water Rats, All Saints e BeastMaster. Recita inoltre nella mini serie The Violent Earth. Nel 1999, interpreta il suo primo ruolo da protagonista nel film Tomoko, girato a Tokyo, al fianco di Rumiko Koyanagi. Nel 2000, Bennett recita nella serie televisiva Xena - Principessa guerriera. In Lantana (2001) interpreta un insegnante di salsa.
Ritorna in Nuova Zelanda nel 2000 dove appare nella serie televisiva Shortland Street. Successivamente interpreta il ruolo di un poliziotto diventato avvocato in Street Legal. Nel 2006, Bennett ha una parte in Presa mortale, al fianco di John Cena e Robert Patrick. Sempre nel 2006, partecipa al film statunitense 30 giorni di buio. Nel 2010 è co-protagonista nella serie televisiva Spartacus, con il ruolo di Crisso. Inizialmente recita in Spartacus - Sangue e sabbia, quindi nel prequel del 2011 Spartacus - Gli dei dell'arena e nei sequel del 2012 Spartacus - La vendetta e del 2013 Spartacus - La guerra dei dannati. Dal 2012 al 2014 Bennett, attraverso il sistema delle motion capture, riveste i panni dell'orco Azog nella trilogia cinematografica de Lo Hobbit. Nella serie TV Arrow Bennett è Slade Wilson/Deathstroke. Successivamente interpreta l'ultimo druido Allanon nella serie TV The Shannara Chronicles, tratta dalla prima trilogia di Shannara di Terry Brooks.

## Filmografia

### Cinema
- Lantana, regia di Ray Lawrence (2001)
- Presa mortale (The Marine), regia di John Bonito (2006)
- The Condemned - L'isola della morte (The Condemned), regia di Scott Wiper (2007)
- 30 giorni di buio (30 Days of Night), regia di David Slade (2007)
- Lo Hobbit - Un viaggio inaspettato (The Hobbit: An Unexpected Journey), regia di Peter Jackson (2012)
- Lo Hobbit - La desolazione di Smaug (The Hobbit: The Desolation of Smaug), regia di Peter Jackson (2013)
- Lo Hobbit - La battaglia delle cinque armate (The Hobbit: The Battle of Five Armies), regia di Peter Jackson (2014)
- Death Race 2050 (Roger Corman's Death Race) regia di G.J. Echternkamp (2017)

### Televisione
- Paradise Beach (1993)
- Blue Heelers - Poliziotti con il cuore – serie TV, 1 episodio (1994)
- Water Rats – serie TV, 3 episodi (1996-1997)
- All Saints – serie TV, 1 episodio (1998)
- The Violent Earth – miniserie TV, 1 puntata (1998)
- BeastMaster – serie TV, 1 episodio (1999)
- Xena - Principessa guerriera (Xena: Warrior Princess) – serie TV, episodio 5x18 (2000)
- Tales of the South Seas – serie TV, 1 episodio (2000)
- Shortland Street – serie TV, 7 episodi (2000-2001)
- Head Start – serie TV, 1 episodio (2001)
- Street Legal – serie TV, 12 episodi (2001)
- Mataku – serie TV, 1 episodio (2002)
- The Strip – serie TV, episodio 1x13 (2008)
- Spartacus – serie TV, 33 episodi (2010-2013)
- Spartacus - Gli dei dell'arena (Spartacus: Gods of the Arena) – miniserie TV, 6 puntate (2011)
- Sinbad and the Minotaur, regia di Karl Zwicky – film TV (2011)
- Bikie Wars: Brothers in Arms – miniserie TV, 4 puntate (2012)
- Arrow – serie TV, 52 episodi (2013-2017) nella parte di Slade Wilson/Deathstroke
- The Shannara Chronicles – serie TV, 20 episodi (2016-2017)

### Regista e produttore
- The Bridge - cortometraggio (2010)
- The Day After Today - cortometraggio (2020)

## Doppiatori italiani
Nelle versioni in italiano dei suoi film, Manu Bennett è stato doppiato da:
- Andrea Lavagnino in Spartacus, Spartacus - Gli dei dell'arena, The Shannara Chronicles
- Pasquale Anselmo in Arrow
- Simone Mori in The Condemned - L'isola della morte
- Lorenzo Scattorin in Presa mortale
- Carlo Scipioni in 30 giorni di buio